# Hylopetes phayrei
Hylopetes phayrei е вид бозайник от семейство Катерицови (Sciuridae).

## Разпространение
Видът е разпространен в Китай, Лаос, Мианмар, Тайланд и Виетнам.